# Šu Čiljang
Šu Čiljang (kitajsko: 许其亮; pinjin: Xǔ Qíliàng), kitajski general, * marec 1950, Linču, Šandong, Kitajska, † 2. junij 2025.
Šu Čiljang je trenutno član Centralne vojaške komisije, od leta 2007 do 2012 je bil poveljnik Vojnega letalstva LOV.
Bil je tudi nadomestni član 14., 15. in redni član 16. ter 17. centralnega komiteja Komunistične partije Kitajske.